# Tatvan (district)
Tatvan is een Turks district in de provincie Bitlis en telt 72.873 inwoners (2007). Het district heeft een oppervlakte van 1606,5 km². Hoofdplaats is Tatvan.
De bevolkingsontwikkeling van het district is weergegeven in onderstaande tabel.
| 1997   | 2000   | 2007   |
| ------ | ------ | ------ |
| 79.003 | 84.276 | 72.873 |